# Kabinett Chautemps II

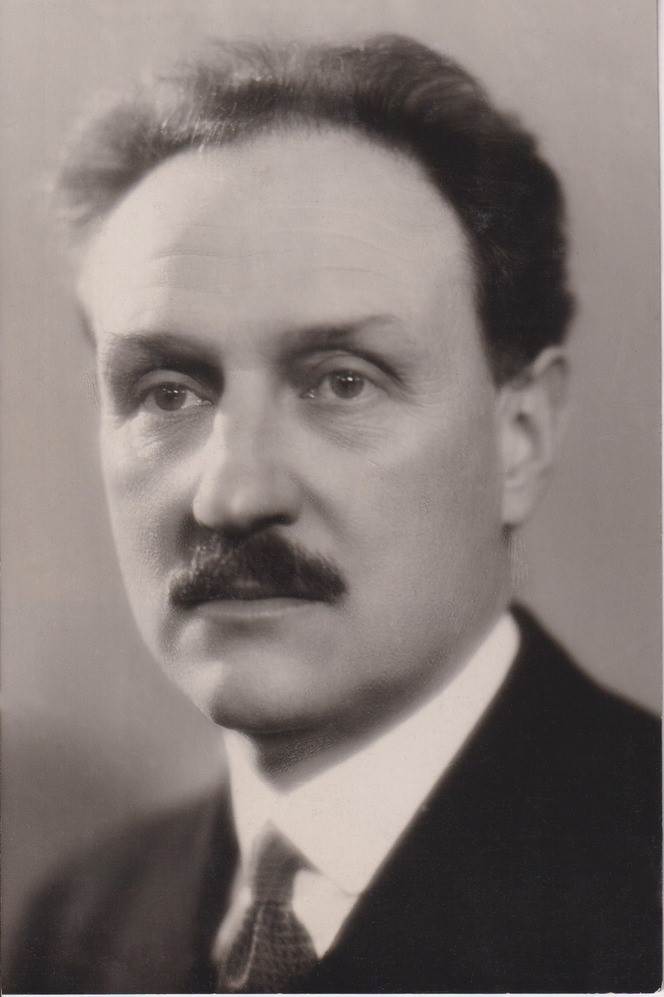
Camille Chautemps

Das zweite Kabinett Chautemps war eine Regierung der Dritten Französischen Republik. Es wurde am 26. November 1933 von Premierminister (Président du Conseil) Camille Chautemps gebildet und löste das Kabinett Sarraut I ab. Es blieb bis zum 27. Januar 1934 im Amt und wurde vom Kabinett Daladier II abgelöst.
Dem Kabinett gehörten Vertreter folgender Parteien an: Alliance démocratique (AD), Radicaux indépendants (RI), Parti républicain, radical et radical-socialiste (PRRRS), Parti républicain-socialiste (PRS) und Parti socialiste français (PSF).

## Kabinett
Diese Minister bildeten das Kabinett:
- Premierminister: Camille Chautemps (PRRRS)
- Minister des Inneren: Camille Chautemps
- Kriegsminister: Édouard Daladier (PRRRS)
- Außenminister: Joseph Paul-Boncour (PRS)
- Bildungsminister: Anatole de Monzie (PSF)
- Justizminister: Eugène Raynaldy[1] (AD)
- Landwirtschaftsminister: Henri Queuille (PRRRS)
- Finanzminister: Georges Bonnet (PRRRS)
- Minister für öffentliche Arbeiten: Joseph Paganon[2] (PRRRS)
- Minister für Kolonien: Albert Dalimier (PRRRS)
  - ab 9. Januar 1934: Lucien Lamoureux[3] (PRRRS)
- Minister für Arbeit und Sozialversicherung: Lucien Lamoureux
  - ab 9. Januar 1934: Eugène Frot (PRS)
- Minister für Handel und Industrie: Laurent Eynac (RI)
- Minister für den Haushalt: Paul Marchandeau (PRRRS)
- Minister für Post, Telegraphie und Telefonie: Jean Mistler (PRRRS)
- Minister für öffentliche Gesundheit: Alexandre Israël[4] (PRRRS)
- Minister für die Marine: Albert Sarraut (PRRRS)
- Minister für Renten: Hippolyte Ducos[5] (PRRRS)
- Minister für Luftfahrt: Pierre Cot (PRRRS)
- Minister für die Handelsmarine: Eugène Frot
  - ab 9. Januar 1934: William Bertrand[6] (PRRRS)

### Unterstaatssekretäre
Dem Kabinett gehörten folgende Sous-secrétaires d’État an:
- Premierminister und Innenministerium; zuständig Premierminister: Philippe Marcombes[7] (PRRRS)
- Premierminister und Innenministerium; zuständig für Nationalökonomie: Raymond Patenôtre[8] (RI)
- Premierminister und Innenministerium; zuständig für Inneres (bis 9. Januar 1934): William Bertrand[9] (PRRRS)
- Außenministerium: François de Tessan[10] (PRRRS)
- Bildungsministerium; zuständig für technische Ausbildung: Victor Pierre Le Gorgeu (PRRRS)
- Bildungsministerium; zuständig für Sportunterricht: Adolphe Chéron[11] (RI)
- Kriegsministerium: Guy La Chambre[12]
- Luftfahrtministerium: Charles Delesalle[13] (RI)

## Historische Einordnung
Das Kabinett Chautemps II war bereits das vierte Kabinett des Jahres 1933. Es stürzte über die Stavisky-Affäre, nachdem zunächst Minister Dalimier wegen seiner Verstrickung zurücktreten musste und ab 10. Januar immer größere, von den Rechtsextremen um Léon Daudet initiierte Demonstrationen stattfanden.